# オールナイトニッポンGOLD app10.jp
『オールナイトニッポンGOLD app10.jp』（オールナイトニッポンゴールド アップテンドットジェイピー）は、ニッポン放送で2011年4月15日から2012年3月30日まで毎週金曜の22:00〜23:30に放送されていたラジオ番組。

## 番組概要
パーソナリティーである吉田を中心に、Android等のスマートフォンで使用できる、「人に役立つアプリ」を考えて行こうというプロジェクト「app10」が立ち上がった。「app10」はアプリ開発やwebサイトでの展開、イベント開催などを通して、「人に役立つアプリ」を提言していくが、そのラジオ展開が「オールナイトニッポンGOLD app10.jp」である。
番組ではアプリ開発の他、開発者を招いてのアプリ紹介、アプリを活用した企画を実施している。
番組スローガンは「アプリは人を幸せにする」。
なお、新聞のラテ欄やニコニコ生放送（一部）の番組表では「吉田尚記のオールナイトニッポンGOLD app10.jp」となっている。

## 歴史
2011年
- 4月15日:「オールナイトニッポンGOLD app10.jp」放送開始。
- 8月5日:放送開始後、初めて「プロ野球中継」の放送延長により、ニッポン放送の場合、32分遅れの飛び乗り放送。
- 8月26日:「オールナイトニッポンGOLD さだまさし・南こうせつ 東日本大震災復興支援チャリティーコンサート スペシャルLIVE」放送のため休止。
- 9月30日:この日の放送をもってラジオ福島がこの番組のネットを打ち切り。10月7日から全国17局ネットの番組として再出発。
- 10月21日:スペシャルウィークに伴い「西川貴教のオールナイトニッポンGOLD app10.jp」（app10の特別版。）を放送。
- 11月4日:2回目の「プロ野球中継」の放送延長により、ニッポン放送のみ、15分遅れの飛び乗り放送。
- 12月16日：「松田聖子のオールナイトニッポンGOLD」（ゲスト:竹内まりや）放送のため、休止。
- 12月30日：「横山ルリカの金8スペシャル」の放送のため、ニッポン放送のみ休止。

2012年
- 2月20日：ニッポン放送とアドリブにより株式会社トーンコネクト設立。
- 2月24日：「小泉今日子のオールナイトニッポンGOLD～最後から二番目の恋　かなり大人の女子会スペシャル～」放送のため、ニッポン放送のみ休止。
- 3月2日:「オールナイトニッポンGOLD〜第35回日本アカデミー賞スペシャル〜」（パーソナリティ：増田みのりアナウンサー）放送のため、休止。
- 3月23日:「オールナイトニッポンGOLDapp10.jp〜マンガ大賞スペシャル」を放送。

## コーナー
22時台
- app10通信

毎回一つのテーマを設定し、それに関連したアプリに関する最新情報を当事者のインタビューを交え紹介。
- ゲストトーク

アプリを愛用している著名人を招き、その活用法などを伺う。
23時台
- 産直!アプリニュース

アプリ開発者から寄せられたアプリの最新情報をニュース形式で伝える

## パーソナリティ
- ニッポン放送アナウンサー：吉田尚記（app10サイトでは「パーソナリティ・キュレーター」と称す）。
- 番組のお手伝い（アシスタント・ニコ生の裏しゃべり担当）：ソロボーカルプロジェクト・Daisy×DaisyのMiKA[2]。

## ゲスト
アプリ開発者や吉田が連れてきた素人、ニッポン放送スタッフもゲスト出演するが、ここでの詳細な表記は控える。
| 放送回 （放送日）                                          | ゲスト |
| ---------------------------------------------------------- | --- |
| 第1回（2011年4月15日放送分）                               | 大塚雅和（面白法人カヤック） |
| 第2回（2011年4月22日放送分）                               | 中島格（MYTRACKs） |
| 第5回（2011年5月13日放送分）                               | 松谷 佐田の富士 富士東（メッセージ出演） |
| 第7回（2011年5月27日放送分）                               | 富士東（メッセージ出演） |
| 第8回（2011年6月3日放送分）                                | 鈴木亜久里 |
| 第9回（2011年6月10日放送分）                               | 大槻ケンヂ |
| 第10回（2011年6月17日放送分）                              | 百名覚（「アンドロイダー」編集長） |
| 第12回（2011年7月1日放送分）                               | 山口（週刊アスキー） |
| 第13回（2011年7月8日放送分）                               | 川口千里 中島格 |
| 第14回（2011年7月15日放送分）                              | 井口尊仁（頓智ドット㈱、インタビュー出演） 上田誠（劇団ヨーロッパ企画） |
| 第15回（2011年7月22日放送分）                              | 深津貴之 |
| 第16回（2011年7月29日放送分）                              | 成澤浩一、 キビタキビオ 鹿取義隆 |
| 第17回（2011年8月5日放送分）                               | スタパ斉藤 富士東（電話出演） |
| 第18回（2011年8月12日放送分）                              | 中孝介 岩下宏（株式会社radiko代表取締役社長） 箱崎みどり（ニッポン放送アナウンサー、進行代行出演） |
| 第19回（2011年8月19日放送分）                              | 土佐信道（明和電機代表取締社長） |
| 第20回（2011年9月2日放送分）                               | 佐藤かよ 中目黒目黒（ファミ通App編集長） |
| 第21回（2011年9月9日放送分）                               | 佐藤毅（KDDI プロダクト企画本部プロダクト企画部商品戦略グループ） 中島憲彦（日本マイクロソフト パートナー統括本部エグゼクティブプロダクトマネージャ） 狩野明弘（富士通 モバイルフォン事業本部マーケティング統括部第一プロダクトマーケティング部マネージャー） GIRL NEXT DOOR |
| 第22回（2011年9月16日放送分）                              | 桐島ローランド 伊藤、林（YSCK） |
| 第23回（2011年9月23日放送分）                              | プリンセス天功、ジュンソ |
| 第24回（2011年9月30日放送分）                              | 須藤元気 |
| 第25回（2011年10月07日放送分）                             | 立石実（東京女子医科大学、インタビュー出演） 平野友康（株式会社デジタルステージ 社長） 山内善行（株式会社QLife 代表取締役） |
| 第26回（2011年10月14日放送分）                             | LM.C 中泉朋浩（吉祥寺 THE’RA HAIR） |
| 第27回（2011年10月21日放送分） 「西川のANN GOLD app10.jp」 | 西川貴教 山崎裕太 なだぎ武 |
| 第28回（2011年10月28日放送分）                             | ダンテ・カーヴァー 本谷有希子 |
| 第32回（2011年11月25日放送分）                             | 寺山隆一（第一回 東京スマートフォンAPPアワード 実行委員長） |
| 第33回（2011年12月2日放送分）                              | 茂木健一郎 |
| 第34回（2011年12月9日放送分）                              | aya sakaguchi（SNS「Google+」被サークル数日本一ユーザー） |
| 第36回（2011年12月30日放送分）                             | Daisy×Daisy |
| 第37回（2012年1月6日放送分）                               | 平野友康（株式会社デジタルステージ 社長） |
| 第40回（2012年1月27日放送分）                              | 団長（NoGoD）※電話出演 桃井はるこ※電話出演 諏訪道彦※電話出演 畑亜貴※電話出演 |
| 第41回（2012年2月3日放送分）                               | 大塚雅和（面白法人カヤック） 西慶子（面白法人カヤック） |
| 第46回（2012年3月16日放送分）                              | 茂木健一郎 |

## ノベルティアプリ
| グッズ名                  | 詳細                                                        | 配布期間                | 入手方法                                                                              |
| ------------------------- | ----------------------------------------------------------- | ----------------------- | ------------------------------------------------------------------------------------- |
| app10.jp ノベリティアプリ | メール採用リスナー用アプリ。                                | 2011年5月18日～2011年秋 | 番組にメールが採用された際に 後日番組から送らてくる メールでダウンロードする。        |
| 不二子ヌードルタイマー    | ニコニコ生放送での中継中に 度々映される「不二子」のアプリ。 | 2011年7月2日～不明      | 番組ホームページ内の何処かに隠されている ダウンロードページを探してダウンロードする。 |

## 番組上でのapp10の取り組み

### ダジャレクラウド
5月20日にはHack For Japanとのコラボレーションによって、ダジャレクラウドの開発が始まった。
これは、スタッフの一人が生出演し、「（東日本大震災の）被災地の方が元気付けられるようなサービスのアイデア」をリスナーから募集し、何点かを選び、5月21日にHack For Japanにて吉田自身がプレゼンした。その結果、6人のクリエイターが集まり、開発が始まった。そして、「ダジャレクローラ」というダジャレを収集するソフトを稼働させ、6月にはダジャレクラウドそのもののロゴをリスナー投票によって選び、ツイッターのアカウントを登録した。
7月23日には今後の展開について発表した。それによれば、「ダジャレで被災地の方々に笑顔を届ける」「マジメ系プロジェクト」というコンセプトはそのままに「一口オーナー制度」を言い換える形で「支援型寄付」という概念を取り入れ、「お笑い系で集客し支援型寄付系プロジェクトへ誘導する」というのを「ダジャレクラウド」のチームのミッションにすることにした。つまりは、「『笑う』という行為がもたらす楽しい想いやポジティブな想いと震災という惨劇を乗り越え立ち上がろうとする前向きな想いとをコードでつなぐ」という、より進化したコンセプトで臨むことになった。
10月7日に「ダジャレクラウド」の第1弾でもある「ダジャレバトル」をリリースした。これは、ツイッターによってハッシュタグ：#dajareを付けてつぶやかれるダジャレをランダムに選び出し、ユーザー自身が判定を下すというもので、トップページには「今日のラッキーダジャレ」があって、これもハッシュタグ：#dajareを付けてつぶやかれるダジャレをランダムに選んでくれる仕組みである。
そして、11月にはダジャレクラウドのBeta version（実験版）が本格リリースした。
仕組みとして「ダジャレ・リサーチ」に言葉を入力してダジャレを検索するという仕組みで、その他の機能はツイッターにフォローする【フォろー】ボタンとダジャレをつぶやくときに共有したいときに使う【ボケる】ボタンがつき、シンプルな機能が盛り込んだダジャレクラウドとなった。
ダジャレクラウドの開発は今も進んでいる。

### スマホと農業
8月19日放送分の「app10通信」で「スマートフォンを農業に活用」を放送した。
これは和歌山県有田市の早和果樹園と富士通、それに和歌山県農林水産総合技術センター・果樹試験場による「クラウド・センサー・スマートフォンを活用したICTによるみかん栽培の実証実験」という新しい農業の試みである。
その際に、早和果樹園の生産部長のご厚意で、園内にあるみかんの木の中の一本を「app10の木」と名付けた。早和果樹園では「極早生」というみかんが収穫を始めているが、「app10の木」の場合、「早生」という種類のため、11月中旬に収穫された。
番組での放送と連動しapp10のサイトでも、「スマホと農業」という題で全7回シリーズで、富士通担当者や実証実験に協力している農家へのインタビューを掲載した。

### 番組で開発したアプリ

#### はじめてのgoogle+
google+の一般リリースと同日の2011年9月21日配信開始。
SNS「google+」をわかりやすい言葉と画像で説明してくれる、「電子書籍による入門書」。

#### 鈴木アプリ
2011年10月21日には2011年6月3日にゲスト出演した鈴木亜久里さんにお願いして言ってもらったダジャレ「鈴木アプリ」をアンドロイド版アプリとしてリリース。なお、ダジャレの発案者は当時・裏コメ担当の長浜純である。

#### ニッポン放送・女性アナウンサーカレンダー2012
発売して3週間で売り切れたニッポン放送の6人の女性アナウンサーが掲載されている紙製の「ニッポン放送・女性アナウンサーカレンダー2012」をapp10がアプリにしたもので、内容は紙製のものと同じでスタジオの模様と有楽町をロケーションに撮影されたもので、google カレンダーを使用の場合、アカウントを設定すると、スケジュールとして使える仕組みになっている。

#### 尾上部屋カレンダー
さらに、尾上部屋からの写真提供を受け把瑠都の力士の写真を含む「尾上部屋カレンダー」のアプリが作成され、「ニッポン放送・女性アナウンサーカレンダー2012」の同じ機能が搭載され、無料で配信された。